# بوب أورتن الابن
بوب أورتن الابن (بالإنجليزية: Bob Orton Jr.) (من مواليد 10 نوفمبر 1950) هو والد المصارع المشهور راندي اورتن و ابن المصارع بوب أورتن الأب. بدأ أورتن المصارعة في عام 1972 في ولاية فلوريدا واسمه الحقيقي روبرت كيث اورتن.

## روابط خارجية
- بوب أورتن الابن على موقع IMDb (الإنجليزية)
- بوب أورتن الابن على موقع دبليو دبليو إي (الإنجليزية)
- بوب أورتن الابن على موقع CageMatch worker (الإنجليزية)
- بوب أورتن الابن على موقع قاعدة بيانات المصارعة على الإنترنت (الإنجليزية)
- بوب أورتن الابن على موقع عالم المصارعة على الإنترنت (الإنجليزية)
- بوب أورتن الابن على موقع عالم المصارعة على الإنترنت (الإنجليزية)